# Brachioteuthis bowmani
Brachioteuthis bowmani är en bläckfiskart som beskrevs av Russell 1909. Brachioteuthis bowmani ingår i släktet Brachioteuthis och familjen Brachioteuthidae. Inga underarter finns listade i Catalogue of Life.